# Interstate 4
A 4-es számú Interstate autópálya (I-4) egy Florida államon belül található, kelet–nyugat irányú autópályája. Tampa várost köti össze Daytona Beach várossal. Dayton Beach-nél becsatlakozik az I-95-höz.
Hossza 212,95 km (132,3 mi). Fenntartja az FDOT. A Floridai Közlekedési Tanács a 400-as számú útnak is számontartja. Összesen 132 kijárat található rajta.

## Leírás
Az I-4 egy diagonális, északkelet–délnyugat irányú autópálya Florida államban. Áthalad Orange County és Seminole County megyéken.
Az út Tampánál mindjárt egy elágazással kezdődik, az I-75-re és az I-275-re. Az úton elindulva hamarosan eljutunk az ún. Orlando-területhez, amely többek között onnan híres, hogy itt található Disney-World, valamint a Universal-Studios. Itt van még továbbá egy kijárat az I-95-re. Az út a 'Die-Four' becenevet viseli, ugyanis rengeteg halálos kimenetelű baleset történik ezen az autópályán. Az I-75-tel való kereszteződésnél található egy hatalmas, 140 láb (42 méter) magas zászlórúd. Eme rúdnak ma már csak történelmi jelentősége van, ugyanis az '50-es években a területet nem lehetett legálisan használni s ezt jelezték a rúdon lévő zászlóval, amelyet ma már eltávolítottak.
Az út Daytona Beach-i végénél, az I-95-ös találkozásánál található a Daytona Beachi Nemzetközi Repülőtér, valamint a Daytonai Nemzetközi Gyorsforgalmiút kezdete is.

## Története
Az I-4 volt az első autópálya Floridában. Az első szakaszt (Plant City – Lakeland) 1959-ben adták át a forgalomnak. 1960/'61-ben készült el a Howard Frankland híd, így az út már egészen Tampáig járható volt. Orlando városát '62-ben érte el. A mai szakaszát a '80-as évek eleje-közepe felé érte el.
A Howard Frankland Híd átadását követően akkora lett a forgalom az I-4-esen és az I-275-ösön, hogy ezt a csomópont az ún. multifunkciós elágazások közé sorolták, amely azt jelenti, hogy a csúcsidőben annyi autó közlekedik erre, hogy a baleset veszélye nagy. Ezt azóta sem sikerült kiküszöbölni, így még mindig abba a csoportba sorolják.
2008. január 9-én 70 autó szenvedett balesetet Polk City közelében a hatalmas köd miatt, amely errefelé igen ritka. A balesetben 4 ember meghalt és 38 ember megsérült. Az autópálya ezen szakaszát másnap reggelig le is zárták, kerülni nem lehetett.

## Érintések

### Útvonala
- Tampa
- Lakeland
- Plant City
- Davenport
- Kissimmee
- Orlando
- Sanford
- Orange City
- DeLand
- Daytona Beach

Megjegyzés: Mivel mindegyik város Florida államban található, ezért nincsenek külön jelölve a városok mellett az államok

### Fontosabb kereszteződések más autóutakkal
- Interstate 75 és  Interstate 275 – Tampa
- Interstate 75 – Brandon
- U.S. Route 98 – Lakeland
- Interstate 95 és  U.S. Route 1 – Daytona Beach

## Fordítás
- Ez a szócikk részben vagy egészben az Interstate 4 című angol Wikipédia-szócikk fordításán alapul.  Az eredeti cikk szerkesztőit annak laptörténete sorolja fel. Ez a jelzés csupán a megfogalmazás eredetét és a szerzői jogokat jelzi, nem szolgál a cikkben szereplő információk forrásmegjelöléseként.